# Мельников, Алексей Дмитриевич
Алексей Дмитриевич Мельников (1914, дер. Васильевская — 1997, Серов) — советский военнослужащий, гвардии старший сержант. В Рабоче-крестьянской Красной армии служил с марта 1936 года по январь 1939 года и с мая 1942 года по июнь 1944 года. В 1938 году в составе 32-й стрелковой дивизии принимал участие в боях у озера Хасан. В годы Великой Отечественной войны воевал на Южном, Закавказском, Северо-Кавказском, Степном и 2-м Украинском фронтах. За время участия в боевых действиях был шесть раз ранен.
Командир пулемётного отделения 310-го гвардейского стрелкового полка 110-й гвардейской стрелковой дивизии гвардии старший сержант А. Д. Мельников особо отличился в конце сентября—начале октября 1943 года при форсировании Днепра и в боях за плацдарм на правом берегу реки в районе села Куцеволовка Онуфриевского района Кировоградской области. 
Указом Президиума Верховного Совета СССР «О присвоении звания Героя Советского Союза генералам, офицерскому, сержантскому и рядовому составу Красной Армии» от 22 февраля 1944 года за «образцовое выполнение боевых заданий командования при форсировании реки Днепр, развитие боевых успехов на правом берегу реки и проявленные при этом отвагу и геройство» удостоен звания Героя Советского Союза с вручением медали «Золотая Звезда» (№ 3661) и ордена Ленина (№ 18536).
В 1944 году комиссован из РККА по ранению. Жил и работал в городе Серове Свердловской области. Почётный гражданин города Серова (1979).

## Биография

### Детство и юность
Родился 30 марта (17 марта — по старому стилю) 1914 года в деревне Васильевская Гаринской волости Туринского уезда Тобольской губернии (ныне урочище на территории Гаринского городского округа Свердловской области Российской Федерации) в крестьянской семье Дмитрия Геннадьевича и Анастасии Афанасьевны Мельниковых. Русский.
К моменту рождения Алексея в семье Мельниковых уже было четверо детей — дочери Анастасия, Любовь, Таисия и сын Николай. Чтобы прокормить большую семью, родителям приходилось много работать. Жили Мельниковы небогато, но и не бедствовали: в большом крестьянском хозяйстве были корова, овцы, поросята и домашняя птица, на небольшом земельном наделе выращивали рожь. Большим подспорьем были грибы и ягоды, которые в изобилии росли в окрестных лесах и на болотах, и рыба из протекавшей в непосредственной близости от деревни реки Онеп.
Октябрьскую революцию глава семьи принял с энтузиазмом. Дмитрий Геннадьевич деятельно участвовал в установлении Советской власти в Васильевской, активно помогал работе созданного в деревне комбеда. Новая власть планировала провести более справедливое перераспределение земельных ресурсов, обустроить деревню, построить школу, но летом 1918 года на Урал пришли колчаковцы. Ветеран русско-японской войны Дмитрий Мельников ушёл в партизаны. В одном из боёв с белогвардейцами под городом Верхотурье он был тяжело ранен. Когда зимой 1919 года отряд Сибирской армии покинул Васильевскую, красного партизана принесли домой, но на ноги он уже не встал и к весне скончался, оставив жену одну с пятью детьми на руках и разорённым гражданской войной хозяйством.
Единственным кормильцем семьи стал старший сын Николай, но найти постоянную работу ему никак не удавалось: производства в Васильевской не было, а зажиточных крестьян, нанимавших батраков, в округе можно было пересчитать по пальцам. Мельниковы едва не пошли по миру. Спас их от голодной смерти сосед, взявший Анастасию Афанасьевну вместе с детьми в работники. Хозяйство у него было большое, и работы хватало всем: мать доила коров, Николай ухаживал за лошадьми, девчонки пасли гусей и работали в огороде, а маленький Алексей мыл в доме полы. Денег за работу хозяин не платил, но в еде никогда не отказывал, а иногда, после удачной продажи мяса или зерна, привозил детям недорогие подарки.
Тем временем с фронтов гражданской войны в деревню стали возвращаться солдаты. Среди них был и красноармеец Панов. Он рано овдовел и в одиночку воспитывал дочь Капитолину. Присмотревшись к работящей вдове, он предложил Анастасии Афанасьевне создать семью. Вскоре они перебрались в Сосьву.
Отношения между отчимом и пасынком не были тёплыми. В неполные девять лет Алексею пришлось самому зарабатывать на кусок хлеба. Вместо учёбы в школе он нянчил чужих детей, ходил за скотом, батрачил в поле, выполнял различные работы по дому. Когда на свет появилась сводная сестра Мария, его и вовсе отдали в услужение зажиточному лавочнику из Ларищевой, имевшему немалую торговлю в Сосьве. Хозяин оказался человеком грубым и несдержанным и, проработав у него менее года, Алексей собрал свои вещи и сбежал в Надеждинск, к старшей сестре Анастасии, работавшей прислугой в доме инженера металлургического завода. Однако найти работу в посёлке десятилетнему мальчику не удалось. Жить у сестры тоже не было никакой возможности: она с мужем ютилась в небольшой каморке, где места едва хватало для двоих. В детском приюте, где Алексей мог получить не только крышу над головой, но и образование, свободных мест не оказалось. Пришлось ему снова вернуться в Сосьву. Жил у брата Николая в рабочем бараке, до января 1930 года был работником по найму. Затем пятнадцатилетнего подростка приняли на производство древесного угля, дали комнату в общежитии.

А. Д. Мельников с женой Натальей Егоровной, сестрой Таисией и племянницей Галиной.

Работа помощника углежога была тяжёлая и малооплачиваемая, и по совету брата Алексей Дмитриевич устроился в сплавную контору. Бригада, в которой он начал работать, вела лесозаготовку на территории Ерёминского сельсовета. Из вытрелеванного на берег Поллуба древесного сырья Мельников формировал плоты, которые затем сплавляли сначала до Пелыма, а затем до Тавды. После работы лесозаготовители часто ездили в соседнюю деревню Полубь. Там Алексей Дмитриевич познакомился со своей будущей женой Натальей Егоровной. В 1933 году, на святки, они сыграли свадьбу. После женитьбы Мельников остался жить в Полуби, вернулся к крестьянскому труду, а вскоре на общем сходе работников недавно созданного в деревне колхоза его выбрали бригадиром. В этой должности Алексей Дмитриевич проработал почти три года, до призыва в армию.

### На срочной службе в РККА

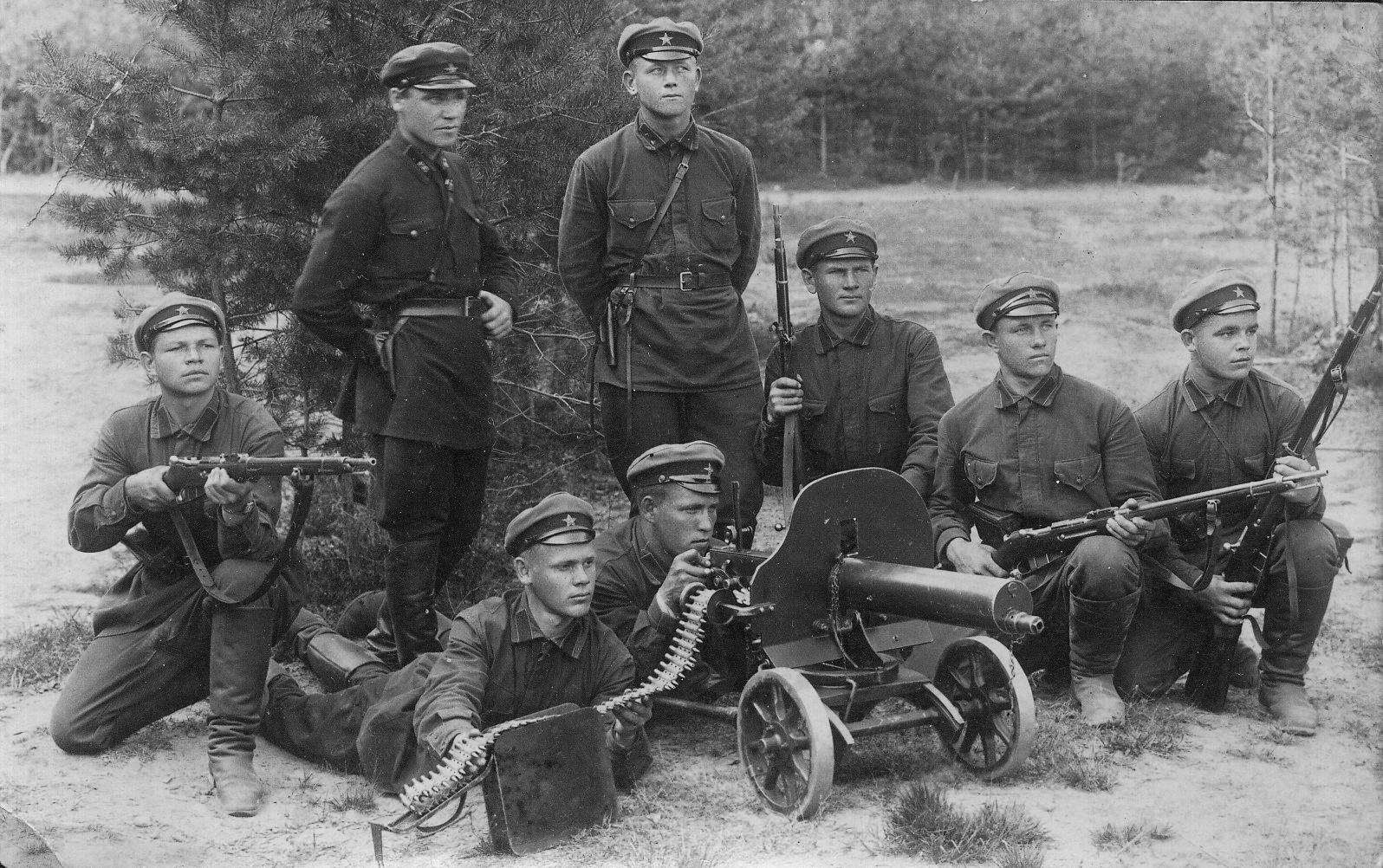
Бойцы и командиры пулемётного расчёта РККА. 1930-е годы.

В ряды Рабоче-крестьянской Красной Армии призван Верхотурским уездным военкоматом Свердловской области в марте 1936 года. Срочную службу проходил на Дальнем Востоке в составе 32-й стрелковой дивизии Особой Краснознамённой Дальневосточной армии, которая дислоцировалась в районе станции Раздольное Уссурийской железной дороги. В учебной команде получил воинскую специальность наводчика станкового пулемёта, после чего был зачислен бойцом в одно из подразделений дивизии. Отличник боевой и политической подготовки красноармеец Мельников был на хорошем счету у командования. Его даже хотели отправить на учёбу в школу младших командиров, но выяснилось, что солдат — неграмотный. Так впервые Алексей Дмитриевич сел за школьную парту. Через несколько месяцев он окончил организованные при части курсы по ликвидации безграмотности, научился читать и писать. Вскоре после этого стал первым номером пулемётного расчёта.
2 августа 1938 года подразделения 32-й стрелковой дивизии были подняты по тревоге. Бойцам сообщили, что японские войска перешли советско-китайскую границу и оккупировали территорию СССР западнее озера Хасан. Совершив многокилометровый марш по бездорожью, к 5 августа дивизия полковника Н. Э. Берзарина вышла в район сосредоточения. 6 августа 1938 года на советско-китайской границе севернее озера Хасан красноармеец А. Д. Мельников принял боевое крещение. Его расчёт поддерживал наступление стрелкового полка в направлении сопки Безымянная. Противник оказывал ожесточённое сопротивление. Особенно досаждала тяжёлая артиллерия японцев, расположенная за рекой Тумень-Ула и на острове Песчаный. Постоянно меняя позицию под огнём врага, пулемётчик Мельников всегда оказывался там, где этого требовала боевая обстановка. Огнём своего «Максима» он способствовал продвижению своей пехоты и отражению вражеских атак.
Преодолев открытую заболоченную местность, советские солдаты вышли к подножию Безымянной и Заозёрной и закрепились на их склонах. Теперь им предстояло взять сильно укреплённые высоты, которые японцы успели опоясать траншеями полного профиля и проволочными заграждениями в 3-4 ряда. В некоторых местах были вырыты противотанковые рвы, а над пулемётными и артиллерийскими гнёздами установлены бронеколпаки. Ожесточённые бои за возвышенности шли с переменным успехом трое суток. Алексею Дмитриевичу довелось поучаствовать в штурме обеих сопок. Не раз, когда пехотинцы залегали под шквальным огнём врага, он выдвигался вперёд и меткой стрельбой из пулемёта подавлял узлы сопротивления японцев. К вечеру 9 августа противник был почти полностью отброшен за государственную границу СССР. Характеризуя текущую боевую обстановку, штаб 1-й Приморской армии в докладной записке отмечал: «Расположение наших войск проходит по линии границы, за исключением района высоты Безымянной, где японские войска вклиниваются в нашу территорию метров на двести, а наши войска в свою очередь вклиниваются в японо-маньчжурскую территорию метров на триста».

Участники Хасанских боёв. А. Д. Мельников во втором ряду третий справа.

В тот же день японские дипломаты в Москве инициировали переговоры о перемирии. В связи с ожидаемым отводом частей Квантунской армии от границы активные наступательные действия советских войск были прекращены. Однако перестрелки продолжались по всей линии соприкосновения. Во время одного из таких обстрелов 10 августа красноармеец А. Д. Мельников был ранен разрывной пулей в левую ногу. Из-за непрекращающихся артиллерийских ударов с японской стороны вывезти раненого бойца с передовой сразу не смогли. Только на следующий день, после достижения договорённости о полном прекращении огня, он вместе с другими ранеными был эвакуирован в госпиталь. Вследствие того, что квалифицированная медицинская помощь не была оказана своевременно, Мельников едва не остался инвалидом. Более четырёх месяцев Алексей Дмитриевич находился на излечении. Из госпиталя его выписали незадолго до нового года, а в январе 1939 года он был демобилизован.
За отличие в боях у озера Хасан красноармеец А. Д. Мельников был награждён орденом Красной Звезды, но награда нашла его только через 28 лет. В 1939 году ему был также вручён памятный нагрудный знак «Участнику Хасанских боёв».

### Межвоенный период
Отслужив срочную службу, А. Д. Мельников вернулся в Полубь, но уже скоро ему пришлось задуматься о переезде в город. Нога по-прежнему сильно болела, и ходил Алексей Дмитриевич с тростью. Лёгкой работы в деревне не было, а быть иждивенцем он не привык. К тому же он всё ещё нуждался в медицинской помощи, а его беременная жена — в наблюдении врача-специалиста. Ещё одной немаловажной причиной уехать из деревни было желание Алексея Дмитриевича учиться, в то время как школы в Полуби не было. И вот, летом 1939 года Мельниковы приехали в Серов. Остановились сначала у сестры Анастасии. Она то и посоветовала брату пойти работать в милицию.
На службу в городской отдел милиции парня богатырского телосложения, отслужившего в рядах Красной Армии и участвовавшего в боях с японскими милитаристами, приняли, несмотря на хромоту. Уже на следующий день милиционер А. Д. Мельников заступил на дежурство, а через неделю ему предоставили служебную квартиру на первом этаже двухэтажного деревянного дома. Своими силами Алексей Дмитриевич сделал ремонт, милицейское начальство выделило кровать и стол, соседи подарили на новоселье занавески, а старшая сестра — пару табуретов. Той же осенью в семье Мельниковых родился первенец — сын Анатолий.

Милиционер А. Д. Мельников (справа) с сослуживцем.

Уже в первые месяцы на службе Мельников зарекомендовал себя ответственным и добросовестным сотрудником. Во время дежурств ему приходилось унимать дебоширов, ловить карманников на базаре, обеспечивать правопорядок в общественных местах, нести постовую службу во время проведения различных городских мероприятий. Доводилось Алексею Дмитриевичу участвовать и в задержании опасных преступников. Начальник политчасти Серовского ОВД капитан А. Толкачёв так охарактеризовал молодого сотрудника: «Несмотря на ранение… милиционер А. Д. Мельников был на передних рубежах в борьбе с правонарушителями и преступностью, в гуще общественной жизни отдела. И поэтому в 1941 году коммунисты отдела принимают Алексея Дмитриевича кандидатом в члены ВКП(б). Молодому коммунисту поручаются ответственные задания по наведению общественного порядка в городе». Одним из таких ответственных заданий для Алексея Дмитриевича стала профилактика подростковой преступности. Именно во время службы в милиции, занимаясь детьми из неблагополучных семей и беспризорниками, он приобрёл практические навыки воспитательной работы, которые пригодились ему в будущем.
Напряжённый служебный график и семейные заботы не отбили у Мельникова желания учиться. В 1941 году он окончил сокращённый курс обучения в общеобразовательной школе для взрослых, получив аттестат о начальном образовании. Осенью планировал продолжить учёбу и окончить семилетку, но началась война. С первых дней он пытался уйти на фронт, но не пропускала медицинская комиссия. Только в мае 1942 года его очередной рапорт был удовлетворён, и он вновь стал бойцом Красной Армии.

### На фронтах Великой Отечественной войны
Второй раз в Красную Армию А. Д. Мельников был призван Серовским городским военкоматом Свердловской области 5 мая 1942 года и направлен в Нижние Серги, где началось формирование 73-го укреплённого района. После короткой переподготовки его в звании младшего сержанта зачислили в один из отдельных пулемётно-артиллерийских батальонов. В июне 73-й УР убыл в действующую армию и 30 числа занял позиции на рубеже Кряковка—Новоахтырка—Чабановка—Федчино в составе Южного фронта. Здесь в середине июля в ходе начавшегося крупномасштабного наступления вермахта под кодовым названием «Блау» младший сержант Мельников принял первый бой с немецко-фашистскими захватчиками.

Пулемётный расчёт ведёт бой в предгорьях Кавказа

73-й укреплённый район не смог сдержать вражеское наступление и за короткое время был разгромлен. Его остатки под натиском врага вынуждены были отступать к Дону. Впоследствии Алексей Дмитриевич объяснял причины неудачи тем, что соединение было укомплектовано, в основном, необстрелянными бойцами и недостаточно хорошо вооружено. К тому же личный состав был деморализован большими потерями от непрерывных бомбёжек. Во время отступления младший сержант А. Д. Мельников из неорганизованных солдат сформировал боеспособную группу, которую успешно вывел в район Новочеркасска и затем переправил через Дон. Оттуда, прибившись со своим отрядом к какому-то стрелковому полку, под натиском врага отступал на Северный Кавказ. Под Усть-Лабинской в начале августа 1942 года полк попал в окружение, но дерзкой ночной атакой сумел прорвать кольцо и выйти к своим. При выходе из котла Алексей Дмитриевич был ранен в голову и руку и тяжело контужен, но бойцы не бросили своего командира и вынесли его на руках. После недолгого пребывания в сочинском госпитале Мельникова направили 7-ю гвардейскую стрелковую бригаду 10-го гвардейского стрелкового корпуса Северной группы войск Закавказского фронта. Организаторские способности младшего командира не остались незамеченными. Его повысили в звании до сержанта и назначили командиром отделения.
10 сентября 1942 года 10-й гвардейский стрелковый корпус генерал-майора И. Т. Замерцева из фронтового резерва был переброшен на грозненское направление. На следующий день он перешёл в наступление из района станицы Червлённая и после ожесточённых боёв выбил противника из Мекенской и Алпатово. Мощными танковыми контрударами немцам удалось остановить дальнейшее продвижение частей корпуса, удержать Ищёрскую и сохранить плацдарм на правом берегу Терека, но достигнуто это было ценой огромных потерь. В этих боях противник потерял до 140 танков и более 2100 солдат и офицеров из состава 13-й и 23-й танковых дивизий. К началу октября линия фронта на грозненском направлении стабилизировалась, но время от времени немцы предпринимали попытки расширить Ищёрский плацдарм. 3 октября они крупными силами пехоты при поддержке танков и артиллерии атаковали боевые порядки 7-й гвардейской стрелковой бригады. Один из батальонов, не имея противотанковых средств, дрогнул и стал отходить, но гвардии сержант Мельников с небольшой группой бойцов продолжал удерживать хорошо оборудованную позицию. Враг окружил огневую точку с трёх сторон и, подтянув миномёт, обрушил на неё шквал огня. Все бойцы, кроме Мельникова погибли, а сам Алексей Дмитриевич был ранен осколком мины в голову. Плотнее натянув пилотку, чтобы кровь не заливала глаза, он продолжал разить неприятеля огнём своего «Максима». В конце концов, немцам удалось вывести из строя пулемёт. Мельников был ранен в левое плечо, но продолжал отбиваться от наседающего врага из самозарядной винтовки и гранатами Ф-1. «Одного я боялся, — вспоминал ветеран, — как бы не потерять сознание. Громадным усилием воли заставлял себя не расслабляться и вести прицельный огонь по егерям. А когда они подползали ближе, здоровой рукой брал гранату, зубами вырывал чеку и бросал в атакующих». К моменту, когда подошло подкрепление, гвардеец успел израсходовать семнадцать «лимонок». Ослабевшего от потери крови бойца эвакуировали в госпиталь.
Накануне нового 1943 года Алексей Дмитриевич настоял на выписке и вернулся в свою часть. 7-я гвардейская стрелковая бригада гвардии полковника М. И. Огородова в это время вела подготовку к крупномасштабному наступлению на Северном Кавказе. В ходе Северо-Кавказской операции командир пулемётного отделения гвардии сержант Мельников в составе своего подразделения участвовал в освобождении Краснодарского края. В боях был снова ранен, но остался в строю. К лету 1943 года Алексей Дмитриевич получил звание гвардии старшего сержанта и был назначен на должность помощника командира взвода пулемётной роты 2-го отдельного стрелкового батальона. Бригада в это время вела тяжёлые бои на линии немецкой обороны «Готенкопф» в районе станицы Крымской, периодически предпринимая попытки штурма вражеских укреплений. Во время одной из таких операций в июне 1943 года пулемётный расчёт гвардии старшего сержанта Мельникова, поддерживая наступление своего батальона, подавил 6 огневых точек противника и уничтожил более 35 солдат и офицеров вермахта. Под непосредственным руководством Алексея Дмитриевича не менее успешно действовали другие расчёты взвода. Хорошая организация боя, а также личные качества помощника командира взвода получили высокую оценку со стороны командира батальона гвардии капитана Н. П. Руденко. За отличие в бою гвардии старший сержант А. Д. Мельников был награждён орденом Красной Звезды.

### В битве за Днепр

#### Форсирование Днепра

Советские солдаты форсируют Днепр на резиновой надувной лодке А-3.

В июле 1943 года 7-я гвардейская стрелковая бригада была выведена в резерв Ставки Верховного Главнокомандования и в августе обращена на формирование 110-й гвардейской стрелковой дивизии. Новое соединение возглавил бывший командир бригады полковник М. И. Огородов, а гвардии старший сержант А. Д. Мельников стал командиром отделения пулемётной роты 1-го стрелкового батальона 310-го гвардейского стрелкового полка. Вскоре политсовет дивизии утвердил Алексея Дмитриевича, в июне 1943 года ставшего членом ВКП(б), в должности парторга пулемётной роты. После доукомплектования в Воронеже в сентябре 1943 года 110-я гвардейская стрелковая дивизия вошла в состав 37-й армии Степного фронта и включилась в битву за Днепр.
Преследуя разбитые на Курской дуге немецкие войска, передовые части 37-й армии к 27 сентября 1943 года вышли к Днепру южнее Кременчуга. В ночь на 28 сентября штурмовые отряды 92-й и 62-й гвардейских стрелковых дивизий форсировали водную преграду и закрепились на небольших плацдармах на правом берегу реки. Противник яростно контратаковал, одновременно стягивая к месту боёв дополнительные силы. Днём 28 сентября разведка доложила, что немцы перебрасывают в район Млынка танковую дивизию «Великая Германия», а юго-восточнее Мишурина Рога сосредоточились подразделения 23-й танковой дивизии. Для решения задачи по удержанию и расширению захваченных плацдармов, а также по объединению их в один армейский плацдарм требовалось перебросить через Днепр дополнительные силы. С этой целью командующий 37-й армией генерал-лейтенант М. Н. Шарохин принял решение о вводе в сражение второго эшелона 57-го стрелкового корпуса, который составляла 110-я гвардейская стрелковая дивизия. Гвардейцам полковника Огородова предстояло «29 сентября переправиться через Днепр на участке отм. 73,8, 57,1 и, нанося главный удар на Куцеволовку, Устимовку, овладеть рубежом выс. 158,4, Ясиноватка и в дальнейшем наступать на Устимовку». Первыми на правый берег Днепра должны были высадиться пулемётчики. Для этого им были выделены две резиновые десантные лодки. Остальные бойцы переправлялись на подручных средствах, главным образом, на связанных из пучков лозы плотах.
В пять часов вечера 29 сентября два штурмовых батальона 310-го гвардейского стрелкового полка устремились к правому берегу Днепра. В составе 1-го стрелкового батальона освобождённым парторгом шёл в бой гвардии старший сержант А. Д. Мельников. Противник уже ждал десантников, и едва советские солдаты достигли середины реки, на них обрушился шквал артиллерийского и пулемётного огня. Несколько тихоходных плотов было разбито прямыми попаданиями, от близкого разрыва снаряда перевернулась одна из резиновый лодок, но гвардейцы продолжали упорно продвигаться вперёд. Достигнув правого берега, пулемётчики быстро поднялись на крутой днепровский берег и заняли позиции на самой его кромке среди прибрежных валунов. Пулемётным огнём они отвлекли внимание противника на себя. Немцы тотчас сосредоточили на них всю мощь своей артиллерии и миномётов. Спасало только то, что многие немецкие снаряды оказались пустыми болванками и не взрывались.

Впоследствии было обнаружено, — вспоминал А. Д. Мельников, — что вместо взрывчатки в боеголовках бомб и мин были песок, зола и даже записки такого содержания: «Чем можем, тем поможем». Кто это делал, или советские военнопленные или немецкие коммунисты — неизвестно, но они здорово помогли нам.— А. Д. Мельников. Во имя жизни на земле.
Героические действия бойцов пулемётной роты дали возможность пехоте с малыми потерями высадиться на берег и окопаться в балке Кошикова на северной окраине Мишурина Рога. Тем не менее, положение советских солдат было очень уязвимым: немецкие траншеи располагались выше по склону на расстоянии броска гранаты. Все хорошо понимали, что удерживать такую позицию долго будет невозможно. Действовать нужно было быстро и решительно, и парторг Мельников, поднявшись во весь рост, первым устремился на позиции врага, увлекая за собой остальных бойцов. Гвардейцы ворвались в немецкую траншею и навязали противнику рукопашный бой. В ожесточённой схватке Алексей Дмитриевич лично уничтожил 12 солдат неприятеля и взял в плен немецкого офицера.

#### В боях за Куцеволовку и высоту 192,7
Плацдарм был захвачен, и на него сумели переправиться основные силы 313-го гвардейского стрелкового полка. Однако из-за острой нехватки переправочных средств форсирование Днепра основными силами дивизии и армии в целом шло крайне медленно. Положение сильно осложнялось тем, что противник контролировал прибрежные господствующие высоты, с которых простреливал места переправ. Это затрудняло переброску войск, техники и вооружения. Только к утру 1 октября 110-я гвардейская стрелковая дивизия полностью переправилась через Днепр и начала наступление на опорные пункты врага. 310-й гвардейский стрелковый полк гвардии майора И. А. Онкина вёл наступление на Куцеволовку. В ходе боя на северной окраине села из строя выбыл командир одного из отделений пулемётной роты, и гвардии старший сержант А. Д. Мельников в сложной боевой обстановке принял командование бойцами на себя. Когда враг крупными силами при поддержке танков предпринял контратаку, Алексей Дмитриевич грамотно распределил силы и огневые средства отделения и наладил взаимодействие с приданным пехоте артиллерийским расчётом гвардии сержанта Н. А. Лысогора. Демонстрируя образцы стойкости и мужества, гвардейцы, руководимые парторгом, отразили натиск немцев, уничтожив три танка и свыше сорока солдат и офицеров вермахта. Своими геройскими действиями пулемётчики и артиллеристы дали возможность стрелковым подразделениям полка ворваться в Куцеволовку и выбить оттуда неприятеля.
Важный опорный пункт противника был взят, но немцы по-прежнему контролировали расположенные неподалёку господствующие высоты, что сильно затрудняло дальнейшее расширение плацдарма. Особое место в системе немецкой обороны занимала высота 192,7, расположенная примерно в километре от Куцеволовки. С неё противник не только обстреливал позиции 310-го гвардейского стрелкового полка, но и препятствовал продвижению соседствующего справа 282-го гвардейского стрелкового полка 92-й гвардейской стрелковой дивизии, а также корректировал огонь дальнобойной артиллерии и действия авиации, которые наносили удары по переправам у Солошино и Переволочной. К тому же полковые разведчики обнаружили, что за высотой немцы для очередной контратаки концентрируют крупные силы пехоты и, главное, танков, в том числе тяжёлых типа «Тигр», что при нехватке противотанковых средств и боеприпасов делало решение задачи по удержанию завоёванных позиций весьма проблематичным. Нужно было отбить у неприятеля отметку 192,7, что позволило бы сильно поредевшему полку продержаться до подхода подкреплений и танков 43-го танкового полка, которые застряли на днепровских переправах. Резервами полк не располагал, и на штурм возвышенности 5 октября была брошена неполная рота 1-го стрелкового батальона, всего 58 бойцов, которых в бой повёл парторг Мельников.
Немцы встретили наступающих советских солдат шквальным огнём. До вершины добрались только 15 гвардейцев, но и этих сил хватило, чтобы сбросить неприятеля с высоты. Зная по опыту, что противник скоро предпримет контратаку, они начали спешно укреплять свои позиции. Немцы не заставили себя долго ждать. Уже скоро вражеские солдаты при поддержке трёх «Тигров» пошли в атаку. Пехоту удалось быстро отсечь пулемётным огнём, но хорошо бронированные машины продолжали медленно продвигаться вперёд. Головной немецкий танк с расстояния 20 метров точным броском противотанковой гранаты подбил гвардии старший сержант А. Д. Мельников. Второй «Тигр» успел прорваться на позиции гвардейцев, но его тут же закидали гранатами. Потеряв две машины, немцы отступили. Ночь прошла относительно спокойно, но утром атаки неприятеля возобновились с новой силой. К полудню гвардейцы отбили ещё три попытки штурма. При этом гвардии старший сержант Мельников огнём из пулемёта лично уничтожил 15 солдат и станковый пулемёт противника. Однако силы защитников высоты постепенно таяли. Когда немцы в четвёртый раз пошли в атаку, в строю оставалось только три бойца — Николай Семёнов, Григорий Сидоренко и их командир — Алексей Мельников. У каждого осталось по горсти патронов и по паре гранат. Огонь не открывали, ждали подходящего момента. Немцы же, решив, что русские оставили высоту, шли открыто, по пути собирая оружие убитых. Впереди двигался танк, который скоро вплотную приблизился к окопу, где затаились советские солдаты. Неожиданно вражеская машина остановилась, и из открывшегося люка высунулся немецкий офицер. Он заметил гвардейцев и выхватил пистолет. В ответ Мельников вскинул автомат. Выстрелы раздались почти одновременно. Пуля попала Алексею Дмитриевичу в голову. Теряя сознание, он успел увидеть, как сержант Сидоренко метнул в танк противотанковую гранату. Очнулся Мельников уже в госпитале. Здесь парторг узнал, что он со своими бойцами сумел на 32 часа связать крупные силы врага. За это время командование успело подтянуть резервы и продолжить наступление. А жизнь последним защитникам отметки 192,7 спас Витя Пугачёв, воспитанник 1-го дивизиона 247-го гвардейского артиллерийского полка. Он сумел пробраться на высоту и, обнаружив там живых, быстро вернулся в свою часть и доложил командиру. Артиллеристы накрыли мощным залпом склон высоты, по которому немцы шли в очередную атаку, а следом туда подошли свежие силы советской пехоты.
По представлению командира 310-го гвардейского стрелкового полка гвардии майора И. А. Онкина от 22 октября 1943 года за образцовое выполнение боевых заданий командования при форсировании реки Днепр, развитие боевых успехов на правом берегу реки и проявленные при этом отвагу и геройство указом Президиума Верховного Совета СССР от 22 февраля 1944 года гвардии старшему сержанту Мельникову Алексею Дмитриевичу было присвоено звание Героя Советского Союза. За удержание высоты 192,7 приказом войскам 37-й армии от 17 октября 1943 года Алексей Дмитриевич был также награждён орденом Отечественной войны 1-й степени. Из-за неразберихи в штабе полка фамилию Мельникова внесли в список безвозвратных потерь, в результате чего он числится среди похороненных в братской могиле советских воинов, погибших в боях за село Куцеволовка.

### Завершение службы
После лечения в госпитале гвардии старший сержант А. Д. Мельников догнал свою часть. Опытного бойца назначили на офицерскую должность командира пулемётного взвода. В феврале 1944 года 110-я гвардейская стрелковая дивизия под командованием гвардии полковника Д. Ф. Соболева в составе 49-го стрелкового корпуса 53-й армии участвовала в ликвидации Корсуньского котла. В заключительной фазе Корсунь-Шевченковской операции Алексей Дмитриевич был снова тяжело ранен и контужен взрывом близко разорвавшейся мины.

Я был заживо погребён, — вспоминал после войны ветеран. — Когда раненый друг привёл санитаров, я был засыпан землёй от взрывной волны. Откопали. Тяжёлая контузия. Долго не слышал, не видел, не говорил.
В бессознательном состоянии гвардеец был доставлен в госпиталь. Врачи спасли ему жизнь, но восстановление израненного солдата шло очень медленно: рана никак не затягивалась, долго восстанавливались слух, зрение и речь. Только к лету медики смогли поставить пациента на ноги, но медицинская комиссия признала его негодным к дальнейшей службе. В начале июня 1944 года гвардии старший сержант А. Д. Мельников был выписан из медицинского учреждения и направлен долечиваться по месту жительства.

### После войны
После выписки из госпиталя согласно предписанию А. Д. Мельников отправился в Москву, где 9 июня 1944 года ему в торжественной обстановке были вручены высшие государственные награды. В тот же день он получил приказ о демобилизации, а в августе вернулся в Серов. Около семи месяцев ушло на восстановление подорванного на фронте здоровья. Только к весне 1945 года Алексей Дмитриевич окончательно встал на ноги и 13 марта по направлению райкома ВКП(б) заступил на должность заместителя директора по политической части школы ФЗО № 48 при Серовском металлургическом заводе. Занимался воспитательной работой среди учащихся, проводил политинформации, уроки мужества. Отсутствие педагогического образования Алексей Дмитриевич компенсировал практическим опытом, полученным ещё во время службы в милиции. В работе ему много и охотно помогали учителя и мастера профессионально-технического обучения, среди которых он пользовался большим авторитетом и уважением. Именно поддержка коллектива позволила замполиту реализовать идею введения в учебную программу занятий по военной подготовке. При помощи педагогов он подготовил методику обучения, раздобыл в местном филиале ОСОАВИАХИМа несколько винтовок и другое армейское снаряжение и начал преподавать военное дело.

Ветеран Великой Отечественной войны А. Д. Мельников. 1990-е годы.

К середине осени 1945 года в семье Мельниковых ожидалось пополнение, и ещё весной Алексей Дмитриевич задумался об улучшении жилищных условий. Решил строить собственный дом. В горисполкоме выделили землю под строительство, на заводе помогли с материалами. Большую часть строительных работ Мельников делал сам. К осени следующего года дом вместе с хозяйственными постройками был почти готов, но тяжёлые физические нагрузки сказались на здоровье ветерана. Лечение в городской больнице положительных результатов не дало. Пришлось уволиться с работы и лечь в госпиталь в Свердловске. Больше года провёл на госпитальной койке. Только в октябре 1948 года он вернулся домой. Устроился на работу в артель «Трудовик»: заведовал кадрами, был заместителем по культурно-массовой работе, вёл бухгалтерию. Артель, в которой работали, главным образом, инвалиды, занималась пошивом одежды, ремонтом обуви, скупкой у населения грибов, ягод, кедровых орехов и шкур животных. Зарабатывали артельщики неплохо, но и эту работу Мельникову пришлось оставить. В январе 1949 года он снова тяжело заболел и почти год находился на госпитальном излечении. Но, несмотря на плохое здоровье, думать об отдыхе Алексей Дмитриевич позволить себе не мог. В семье подрастали двое детей, ждали третьего, из деревни в город перевезли престарелую мать. Будучи единственным кормильцем, ветеран в декабре 1950 года пошёл работать на металлургический завод. Сначала трудился в крупносортном цехе контролёром на адъюстаже, затем был переведён контролёром при внешней приёмке. С марта 1965 года по июнь 1967 года занимал должность контролёра огнеупорного участка распределения по внешней приёмке. На пенсию вышел 1 сентября 1971 года с должности мастера по приёмке огнеупорных изделий. За многолетний добросовестный труд неоднократно поощрялся денежными премиями и почётными грамотами.
После смерти жены, случившейся в 1974 году, Алексей Дмитриевич уехал к сыну в Астрахань. Подумывал там остаться насовсем и даже приобрёл дачу на Малой Царёвке. К зиме он вернулся в Серов, и тут друзья уговорили его поехать в Сосьву. Там его познакомили со вдовой Александрой Ивановной Молвинских, работавшей педагогом в местной школе № 1. Вскоре они поженились, а в феврале 1975 года получили отдельную двухкомнатную квартиру в Серове.
После выхода на пенсию А. Д. Мельников ещё много лет продолжал вести активную, насыщенную жизнь. 8 мая 1975 года на церемонии открытия мемориала «Скорбящая мать», посвящённого серовцам, погибшим на фронтах Великой Отечественной войны, Алексею Дмитриевичу было предоставлено право зажечь вечный огонь. Он был частым гостем в молодёжных и трудовых коллективах города, встречался со школьниками, призывниками, выступал перед сельскими жителями в клубах Серовского и Гаринского районов, неоднократно посещал исправительно-трудовые колонии учреждения АБ-239, где вёл воспитательную работу среди заключённых. В 1979 году за проявленные мужество и героизм при исполнении гражданского долга по защите Отечества, большой вклад в военно-патриотическое и нравственное воспитание молодёжи Алексею Дмитриевичу Мельникову было присвоено звание «Почётный гражданин города Серова».
В 1980-е годы ветеран много путешествовал по стране, встречался с однополчанами, проехал по местам своей воинской славы. В 1983 году посетил мемориал в Куцеволовке, где его имя значилось среди погибших в боях за село в сентябре-октябре 1943 года. Много времени Алексей Дмитриевич уделял работе в ветеранских организациях Серовского отдела внутренних дел и металлургического завода.
Известие о смерти сына Анатолия в 1991 году сильно подорвало здоровье ветерана. Последние годы жизни тяжело болел и 20 июля 1997 года скончался. Похоронен на центральной аллее муниципального общественного кладбища города Серова, расположенного в посёлке Металлургов.

## Награды и звания
- Медаль «Золотая Звезда» (22.02.1944)[58];
- орден Ленина (22.02.1944)[58];
- ордена Отечественной войны 1 степени — дважды (17.10.1943[53]; 06.04.1985[82]);
- орден Красной Звезды — дважды (25.10.1938[3]; 06.08.1943[43]);
- Знак «Участнику Хасанских боёв».
- Медали, в том числе:
  - медаль «В ознаменование 100-летия со дня рождения Владимира Ильича Ленина»[5];
  - медаль «За оборону Кавказа»[5];
  - медаль «За победу над Германией в Великой Отечественной войне 1941—1945 гг.»[5];
  - юбилейная медаль «Двадцать лет Победы в Великой Отечественной войне 1941—1945 гг.»;
  - юбилейная медаль «Тридцать лет Победы в Великой Отечественной войне 1941—1945 гг.»;
  - юбилейная медаль «Сорок лет Победы в Великой Отечественной войне 1941—1945 гг.»;
  - юбилейная медаль «50 лет Вооружённых Сил СССР».
- Почётный гражданин города Серова (1979)[78].

## Память

Стела в честь А. Д. Мельникова в Гарях

- В честь Героя Советского Союза А. Д. Мельникова установлена памятная стела в парке Победы посёлка Гари Свердловской области[83].
- Мемориальная доска в честь Героя Советского Союза А. Д. Мельникова установлена на 3-м этаже здания Управления внутренних дел по Серовскому городскому округу (ул. Кузьмина, 10)[84][85]. Ещё одна мемориальная доска в мае 2015 года была установлена на здании отдела технического контроля Надеждинского металлургического завода[86].
- Имя Героя Советского Союза А. Д. Мельникова увековечено на доске почёта Серовского металлургического завода (ул. Агломератчиков, 6)[85] и на мемориальном стенде серовцев — Героев Советского Союза у военного комиссариата (ул. Зелёная, 28).
- Портрет Героя Советского Союза А. Д. Мельникова размещён в мемориальной галерее ГУВД по Свердловской области (Екатеринбург, пр. Ленина, 17)[87].
- Имя Героя Советского Союза А. Д. Мельникова присвоено Совету ветеранов Серовского управления внутренних дел[19].

## Документы
- Общедоступный электронный банк документов «Подвиг Народа в Великой Отечественной войне 1941—1945 гг.» Дата обращения: 14 мая 2016. Архивировано 13 марта 2012 года.

Представление к званию Героя Советского Союза.
Указ Президиума Верховного Совета СССР от 22 февраля 1944 года.
Орден Отечественной войны 1-й степени (1943).
Орден Отечественной войны 1-й степени (1985).
Орден Красной Звезды (1943).
- Обобщенный банк данных «Мемориал». Дата обращения: 10 мая 2012. Архивировано 10 мая 2012 года.

Донесение о безвозвратных потерях 110-й гвардейской стрелковой дивизии от 10 ноября 1943 года.
Учётная карточка захоронения ЗУ380-12-179.
Схема захоронения ЗУ380-12-179.
Информация из списка захоронения ЗУ380-12-179.

А. Д. Мельников после излечения.